# Julianakerk (Utrecht)
De Julianakerk was een Nederlands Hervormde kerk aan de Rijnlaan in de stad Utrecht. De kerk werd in 1931 in gebruik genomen en in 1983 afgebroken.

## Geschiedenis
Aan het begin van de twintigste eeuw kwam de Rivierenwijk tot stand. Vanaf 1908 werden de arbeiders van de hier gelegen steenovens bediend vanuit de Vaartkerk, maar met de bouw van de arbeiderswijk was een grotere kerk nodig. In 1931 werd de Julianakerk in gebruik genomen. De kerk werd vernoemd naar Prinses Juliana. De zaalkerk was opgetrokken in een eenvoudige expressionistische stijl, zoals dat gebruikelijk was tijdens het Interbellum. 

## Orgel
De kerk beschikte over een Witte-orgel. Dit orgel was in 1874 door Johan Frederik Witte gebouwd voor de Geertekerk. Met de totstandkoming van de Julianakerk werd de Geertekerk gesloten en het orgel verhuisde mee. Na de sluiting van de Julianakerk in 1983 ging het orgel naar de Hervormde kerk in Geervliet waar het nog steeds is. 
Historische kerkgebouwen:
Sint-Augustinuskerk · Buurkerk · Sint-Catharinakathedraal · Domkerk · Doopsgezinde kerk · Geertekerk · Jacobikerk · Jacobuskerk · Janskerk · Kerkenkruis · Lutherse Kerk · Mariakerk · Maria Minor · Nicolaïkerk · Pieterskerk · Sint-Gertrudiskathedraal · Sint-Martinuskerk · Sint-Salvatorkerk · Sint-Willibrordkerk · Westerkerk

Overige kerkgebouwen:
Adventkerk · Bethelkerk · Blijde Boodschapkerk · Gerardus Majellakerk · Heilig Hartkerk · Holy Trinity Church · H. Johannes de Doper en H. Bernarduskerk · Johanneskerk · Mattheüskerk · Nieuwe Kerk · Sint-Aloysiuskerk ·Sint-Antoniuskerk · Sint-Dominicuskerk · Sint-Gertrudiskerk · Sint-Jacobuskerk · Sint-Josephkerk · Sint-Rafaëlkerk · Stefanuskerk · Tuindorpkerk · Wederkomst des Herenkerk · Wilhelminakerk · Willem de Zwijgerkerk

Deels gesloopte kerken:
Oranjekerk

Gesloopte kerken:
Christus Koningkerk · Begijnekerk · Heilig Kruiskapel · Johannes de Doperkerk  · Julianakerk · Lucaskerk · Onze-Lieve-Vrouw-van-Goede-Raadkerk · 
Onze-Lieve-Vrouw-ten-Hemelopnemingkerk · Oosterkerk · Sint-Bernarduskerk · Sint-Dominicuskerk (Walsteegkerk) · Sint-Ludgeruskerk · Sint-Monicakerk · Sint-Nicolaaskerk · Sint-Pauluskerk · Sint-Salvatorkerk · Vaartkerk · Zuiderkerk

Voormalige kerken:
Emmaüskerk · Noorderkerk · Leeuwenbergkerk · Sint-Isidoruskerk

Lijst van kerken in Utrecht